# Classe 3000
Classe 3000 (Class of 3000) est une série d'animation américaine créée par André Benjamin et Thomas W. Lynch, produite chez Tom Lynch Company, Moxie Turtle et Cartoon Network Studios, initialement diffusée entre le 3 novembre 2006 et le 25 mai 2008 sur la chaîne de télévision Cartoon Network.
En France, la série a été diffusée sur Cartoon Network.

## Synopsis
Elle met en scène André 3000 du groupe de hip-hop OutKast dans le rôle d'un enseignant nommé Sunny Bridges, envoyé dans une école à Atlanta (Géorgie).

## Distribution

### Voix originales
- André 3000 : Sunny Bridges
- Jennifer Hale : Madison
- Crystal Scales : Tamika
- Tom Kenny : Eddie
- Phil LaMarr : Philly Phil
- Jeff Bennett : Luna
- Small Fire : Lil'D

### Voix françaises
- Kamini : Sunny Bridges
- Patricia Legrand : Madison
- Fily Keita : Tamika
- Nathalie Bienaimé : Kim
- Yoann Sover : Eddie
- Olivier Podesta : Phil

## Développement
La toute première diffusion de la série date du 3 novembre 2006 aux États-Unis. Elle a été par la suite diffusée sur Cartoon Network UK le 28 mai 2007 et sur Cartoon Network (Australie et Nouvelle-Zélande) le 4 février 2008. Timothy McGee poursuit en justice André 3000, en clamant qu'il avait auparavant proposé une idée similaire en 1997 à André. L'émission a été cocréée et produite par Thomas W. Lynch et Patric M. Verrone. En janvier 2010, les informations concernant l'émission ont été supprimées, signifiant ainsi que Cartoon Network a abandonné le projet. Bien qu'aucun DVD n'ait été commercialisé, l'émission est disponible via iTunes.

## Médias
Un album de la première saison a été commercialisé en juillet 2007.
1. Class of 3000 Theme Song
2. Life Without the Music (Home)
3. Throwdown (Home)
4. Oh, Peanuts (Peanuts! Get Yer Peanuts)
5. We Want Your Soul (The Devil and Li'l D)
6. Banana Zoo (Funky Monkey)
7. A Rich Shade of Blue (Eddie's Money)
8. Fight the Blob (The Hunt for Red Blobtober)
9. U.F.O. Ninja (Brotha from the Third Rock)
10. Kim 'n' Kam Jam (Westley Side Story)
11. Luna Love (Love Is in the Hair… Net)
12. Crayon Song (Am I Blue?)
13. My Mentor (Mini Mentors)
14. Cool Kitty (Prank Yankers)